# Gerichtsbezirk Enns
Der Gerichtsbezirk Enns war ein dem Bezirksgericht Enns unterstehender Gerichtsbezirk im politischen Bezirk Linz-Land (Bundesland Oberösterreich). Der Gerichtsbezirk war neben dem Gerichtsbezirk Traun einer von zwei Gerichtsbezirken im politischen Bezirk Linz-Land. Per 1. Jänner 2014 wurde das Gebiet dem Gerichtsbezirk Steyr zugeschlagen.

## Geschichte
Der Gerichtsbezirk Enns wurde am 4. Juli 1850 mit einem Erlass des Oberlandesgerichtes Linz aus den 15 Steuergemeinden Asten, Enns, Hargelsberg, Hiesendorf, Kristein, Kronstorf, Lorch, Moos, Penking, Raffelstetten, Schieferegg, Sieding, Stallbach, Thann und Volkersdorf gebildet.
Durch Gemeindezusammenlegungen bestand der Gerichtsbezirk Enns Ende 2004 nur noch aus den vier Gemeinden Asten, Enns, Hargelsberg und Kronstorf. Im Zuge der Auflösung zahlreicher Gerichtsbezirke in Oberösterreich wurde mit der Bezirksgerichts-Verordnung der Österreichischen Bundesregierung am 12. November 2002 die Auflösung des Gerichtsbezirkes Neuhofen an der Krems beschlossen, wobei die Gemeinden des Gerichtsbezirks Neuhofen dem Gerichtsbezirk Linz-Land (heute Gerichtsbezirk Traun) zugeschlagen wurden. Gleichzeitig gab jedoch der Gerichtsbezirk Linz-Land die Gemeinden Hofkirchen im Traunkreis, Sankt Florian und Niederneukirchen an den Gerichtsbezirk Enns ab.
Am 1. Jänner 2014 wurde der Gerichtsbezirk Enns aufgelöst und die sieben Gemeinden wurden dem Gerichtsbezirk Steyr zugewiesen.

## Gerichtssprengel
Der Gerichtssprengel umfasste seit 2005 die sieben Gemeinden Asten, Enns, Hargelsberg, Hofkirchen im Traunkreis, Kronstorf, Niederneukirchen und Sankt Florian.